# Araneus arenaceus
Araneus arenaceus är en spindelart som först beskrevs av Eugen von Keyserling 1886.  Araneus arenaceus ingår i släktet Araneus och familjen hjulspindlar. Inga underarter finns listade i Catalogue of Life.